# Namık Kemal Zeybek
Namık Kemal Zeybek (* 1944 im Dorf Kitre/Provinz Bayburt) ist ein nationalistischer türkischer Politiker und Kolumnist.
Namık Kemal Zeybek studierte Rechtswissenschaften an der Ankaraner Universität. Er arbeitete in verschiedenen Führungspositionen in der freien Wirtschaft und in der Politik. So war er Berater des Staatspräsidenten, Minister für Tourismus und Kultur, Staatsminister und einfacher Abgeordneter. 
Zeybeks parteipolitische Zugehörigkeit wechselte mehrfach. Er begann im Alter von 20 Jahren in der Republikanischen Bauern-Volkspartei (CKMP) von Alparslan Türkeş und beteiligte sich an deren Umwandlung zur Partei der Nationalistischen Bewegung. Nach dem Militärputsch in der Türkei 1980 wurde er zwischenzeitlich inhaftiert und erhielt Politikverbot. 1987 schloss er sich der Mutterlandspartei an. Ende der 1980er Jahre wechselte er zur Partei des Rechten Weges, kehrte 2002 zur Partei der Nationalistischen Bewegung zurück, die er Anfang 2007 wieder verließ, um sich der Partei der Großen Einheit anzuschließen, die er im selben Jahr im Amt des Generalsekretärs wieder verließ. Seit 2007 ist er auch als Kolumnist der Tageszeitung Radikal tätig. Im Jahre 2010 schloss Zeybek sich der Demokratischen Partei an und wurde im Januar 2011 zum neuen Vorsitzenden gewählt.
Zeybek schrieb mehrere Bücher. Er ist verheiratet und Vater zweier Kinder.

## Nationalismus
Zeybek hält die Türkische Sprache für die älteste Sprache der Welt. Laut seinem Buch „Ülkü Yolu“ sind der Islam und die Legitimität der türkischen Nationalgeschichte die Quellen des „Idealismus“ (tr: Ülkü). Politik dürfe die Religion nicht instrumentalisieren, die Politik müsse der Religion dienen. Der „Idealismus“ sei keine reformistische Bewegung. Sie sei fundamentalistisch. Der „Idealist“ sei ein Kader, der Blut für die gute Sache vergieße. Der größte Feind des Idealismus sei der Kommunismus.

## Werke
- Ülkü Yolu
- Ahmet Yesevi Yolu ve Hikmetler
- Işığa Doğru
- Türk'üm

| Personendaten    | Personendaten                      |
| ---------------- | ---------------------------------- |
| NAME             | Zeybek, Namık Kemal                |
| KURZBESCHREIBUNG | türkischer Politiker und Kolumnist |
| GEBURTSDATUM     | 1944                               |
| GEBURTSORT       | Bayburt                            |